# Seabiscuit - Un mito senza tempo
Seabiscuit - Un mito senza tempo (Seabiscuit) è un film del 2003 diretto da Gary Ross. 
Tratto dal libro del 2001 Seabiscuit: una leggenda americana di Laura Hillenbrand (che figura nello staff come soggetto), a sua volta è tratto da una storia vera. Il protagonista è interpretato da Tobey Maguire, reduce dal successo di Spider-Man, affiancato da Jeff Bridges e Chris Cooper. 
Acclamato da pubblico e critica, la pellicola ha conseguito ben 7 nomination ai 76° Premi Oscar e una nomination ai Golden Globe quale miglior film drammatico: quasi tutti i premi vennero vinti dal blockbuster Il Signore degli Anelli - Il Ritorno del Re. Come magra consolazione, l'AFI lo ha inserito nella lista dei 100 film più commuoventi della storia degli Stati Uniti, dove figura esattamente a metà classifica, in 50ª posizione.

## Trama
America degli anni '30, periodo della Grande depressione. Il giovane Red Pollard viene lasciato dai genitori ad un tutore che può curarsi di lui, dato che la famiglia non ha più i mezzi per mantenere tutti i figli. Contemporaneamente, il magnate dell'automobile Charles S. Howard scala le vette del successo con la sua attività, ma un giorno suo figlio Frank muore a causa di un incidente con un furgoncino, vicenda che causa il fallimento del suo matrimonio. Allo stesso tempo Tom Smith, un uomo che si potrebbe definire l'ultimo cowboy, gira per il paese cercando di adattarsi alle modernità della nuova corrente.
I destini di queste persone si incrociano quando Howard, che intanto si è risposato con una ragazza messicana, decide di assumere Smith come allenatore per i cavalli della sua scuderia. Durante questa collaborazione, ad una corsa ippica Howard decide di acquistare un cavallo chiamato Seabiscuit e che fino a quel momento non aveva avuto una buona reputazione nelle corse. Smith allena il cavallo riconoscendo in lui un potenziale campione, nonostante sia considerato basso, grasso e con un difetto alla zampa. Dopo averlo rimesso in sesto, con una dieta bilanciata ed una compagnia nella stalla (un altro cavallo ed un cane), il problema è trovargli un fantino.
Qui entra in scena Pollard, che durante la sua giovinezza ha girato il paese facendo degli incontri di boxe e sbarcando il lunario come fantino, dopo che il suo tutore l'ha abbandonato. Seabiscuit e Pollard hanno in comune il carattere nervoso e, dopo che i due si incontrano, Smith capisce che sono fatti l'uno per l'altro: la loro collaborazione farà sì che Seabiscuit diventi un grande campione e - grazie a questo riscatto dalle sue iniziali condizioni non eccelse - il beniamino di tantissimi americani, vincendo alcune tra le gare ippiche americane più prestigiose. Fra queste, quella definita il duello del secolo contro il grande campione della costa orientale War Admiral lo rende insignito del titolo di miglior cavallo dell'anno 1938.

## Sceneggiatura
La sceneggiatura della pellicola è stata affidata a Laura Hillenbrand, biografa ufficiale di Seabiscuit ed è tratta dal suo libro del 2001 Seabiscuit: una leggenda americana, libro del quale Gary Ross si assicurò i diritti per realizzare il film, considerando un suo grande sogno portare sullo schermo le gesta del grande campione. Nel decennio tra il 1930 e il 1940 infatti, il mito di Seabiscuit fece sì che la sua storia ridiede coraggio e speranza al popolo statunitense, fortemente provato dalla povertà dopo il 1929. Il cavallo che nessuno voleva e con parecchi difetti diventò il campione più pagato, amato ed onorato di tutti i tempi.

## Differenze tra film e storia vera
- Per ammansire Seabiscuit, Tom Smith mise nella sua stalla oltre ad un altro cavallo e ad un cagnolino, anche una scimmietta[1].
- Quando Red Pollard e Seabiscuit si incontrano per la prima volta, Pollard gli si avvicina con la metà di una mela. In realtà Pollard offrì a Seabiscuit una zolletta di zucchero e il cavallo si fece accarezzare in un raro gesto d'affetto[2].
- Nel film, dopo la sconfitta alla Santa Anita Handicap da parte di Rosemont, si scopre che Red Pollard è cieco dall'occhio destro e viene spiegato che la causa della cecità è un colpo ricevuto durante un incontro di boxe. In realtà, Pollard perse la vista dall'occhio destro in seguito al colpo di uno zoccolo di un cavallo, avvenuto durante una corsa molto affollata. All'epoca infatti, ben pochi fantini utilizzavano il casco di sicurezza e non era obbligatorio farlo[3].
- Nella pellicola del 2003 la differenza al garrese tra Seabiscuit e War Admiral è considerevole, mentre nella realtà i due cavalli non si distanziavano molto. Seabiscuit era circa 1,52 m e War Admiral 1,56 m. La media dei cavalli purosangue dell'epoca era circa di 1,63.
- Samuel D. Riddle, proprietario di War Admiral, nel film dice ai giornalisti che Seabiscuit è inferiore a livello di sangue rispetto al suo blasonato campione. In realtà il padre di War Admiral era Man o' War, un purosangue campione negli anni '20, che a sua volta era il nonno di Seabiscuit, quindi a livello di parentela, War Admiral e Seabiscuit sono zio e nipote, avendo la stessa discendenza diretta.
- Nel realizzare il film furono usati 10 cavalli diversi per interpretare il ruolo di Seabiscuit. Tra questi, un purosangue di nome Fighting Ferrari[4] (soprannominato Fred) divenne famoso, dato che la sua somiglianza con il campione era quasi perfetta. I produttori del film Frank Marshall e Kathleen Kennedy se ne innamorarono e decisero quindi di acquistare il cavallo dalla compagnia cinematografica al prezzo di 5,000 dollari. Successivamente lo portarono allo Skyline Ranch, nelle San Juan Mountains ad ovest del Colorado[5]. Il ranch è meta di turisti che praticano equitazione all'aperto e negli ultimi anni molti ospiti hanno espresso il desiderio di poter montare Fighting Ferrari per provare il brivido di montare in realtà sulla groppa del "vero" Seabiscuit.
- Il personaggio di George Woolf è interpretato da Gary L. Stevens, fantino professionista che nel 1996 vinse il George Woolf Memorial Jockey Award, premio istituito in onore del grande fantino dalla Jockeys' Guild (associazione americana fantini) dal 1950[6].

## Riconoscimenti
- 2004 - Premio Oscar
  - Nomination Miglior film a Kathleen Kennedy, Frank Marshall e Gary Ross
  - Nomination Migliore sceneggiatura non originale a Gary Ross
  - Nomination Migliore fotografia a John Schwartzman
  - Nomination Migliore scenografia a Jeannine Oppewall e Leslie A. Pope
  - Nomination Migliori costumi a Judianna Makovsky
  - Nomination Miglior montaggio a William Goldenberg
  - Nomination Miglior sonoro a Andy Nelson, Anna Behlmer e Tod A. Maitland
- 2004 - Golden Globe
  - Nomination Miglior film drammatico
- 2004 - Broadcast Film Critics Association Award
  - Nomination Miglior film
  - Nomination Miglior sceneggiatore a Gary Ross

- 2004 - Satellite Award
  - Nomination Miglior attore non protagonista a Jeff Bridges
  - Nomination Migliore fotografia a John Schwartzman
  - Nomination Migliore scenografia a Jeannine Oppewall e Leslie A. Pope
  - Nomination Migliore sceneggiatura non originale a Gary Ross
  - Nomination Migliori costumi a Judianna Makovsky
  - Nomination Miglior montaggio a William Goldenberg
  - Nomination Miglior sonoro a Andy Nelson, Anna Behlmer e Tod A. Maitland
  - Nomination Miglior colonna sonora a Randy Newman
- 2004 - Screen Actors Guild Award
  - Nomination Miglior cast
  - Nomination Miglior attore non protagonista a Chris Cooper